# Pontifício Seminário Romano
O Pontifício Seminário Romano (em italiano:  Pontificio Seminario Romano Maggiore) é o maior seminário da Diocese de Roma. Está localizado na Basílica de São João de Latrão.

## História
O Concílio de Trento, em sua 23ª sessão, decretou o estabelecimento de seminários diocesanos. O Seminário Romano foi estabelecido pelo Papa Pio IV em 1565. Embora sua administração tenha sido confiada à Companhia de Jesus e os alunos fossem do Colégio Romano, fundado por Inácio de Loyola em 1551, estes últimos estavam destinados a servir como sacerdotes diocesanos em Roma, em vez de juntarem os jesuítas. Ao longo do tempo, o Seminário Romano ocupou uma série de locais diferentes. Após a supressão dos jesuítas em 1773, a direção do seminário ficou sob os cuidados de padres seculares.
A residência foi alterada várias vezes antes de 1608, quando eles se estabeleceram no Palazzo Gabrielli Borromeo, na Via del Seminario (atualmente Collegio Bellarmino, uma residência para presbíteros jesuítas, estudantes da Universidade Gregoriana). A cada ano, no dia de Pentecostes, um aluno fazia um discurso sobre o Espírito Santo, na capela papal.
Em 1773, o seminário foi instalado no Palácio do Colégio Romano dos Jesuítas. Após as alterações em 1798, o número de alunos, geralmente cerca de cem, caiu para nove. O papa Pio VII restaurou o seminário que continuou a ocupar o local até 1824, quando o papa Leão XII devolveu o edifício aos jesuítas e transferiu o seminário para o Palazzo di Sant'Appollinare, anteriormente ocupado pelo Colégio Germânico; o seminário, no entanto, manteve suas próprias escolas, compreendendo um curso clássico, e uma faculdade de filosofia e teologia, ao que, em 1856, um curso de direito canônico foi acrescentado. A direção do seminário e, como regra, as cátedras foram reservadas ao clero secular. Após a saída dos jesuítas, em 1848, o seminário foi novamente transferido para o Colégio Romano.
O Seminário Romano incluía não apenas os jovens que já haviam decidido tornar-se sacerdotes, mas também meninos mais novos ainda incertos de sua vocação, e enquanto a formação dos primeiros concentrava-se na necessidade de estudo e na prática da devoção estrita, os segundos precisavam de uma formação diferente, com treinamento e exercícios piedosos apropriados para sua idade.
Em 29 de junho de 1913, o papa Pio X publicou a Constituição Apostólica "In præcipuis", promulgando a nova regulamentação sobre a formação do clero romano e italiano. O Seminário Romano foi dividido em maior e menor. O seminário maior foi incorporado ao Pontifício Seminario Pio e ao Seminario Lombardo dei SS. Ambrogio e Carlo e tornou-se o Pontificio Seminário Romano Maior, com sede num edifício novo na Basílica de São João de Latrão. O departamento de direito foi transferido para o Colégio Leoniano, mas manteve-se como uma escola do seminário. O seminário menor foi fundido com o Seminário Vaticano para formar o Pontifício Seminário Romano Menor.

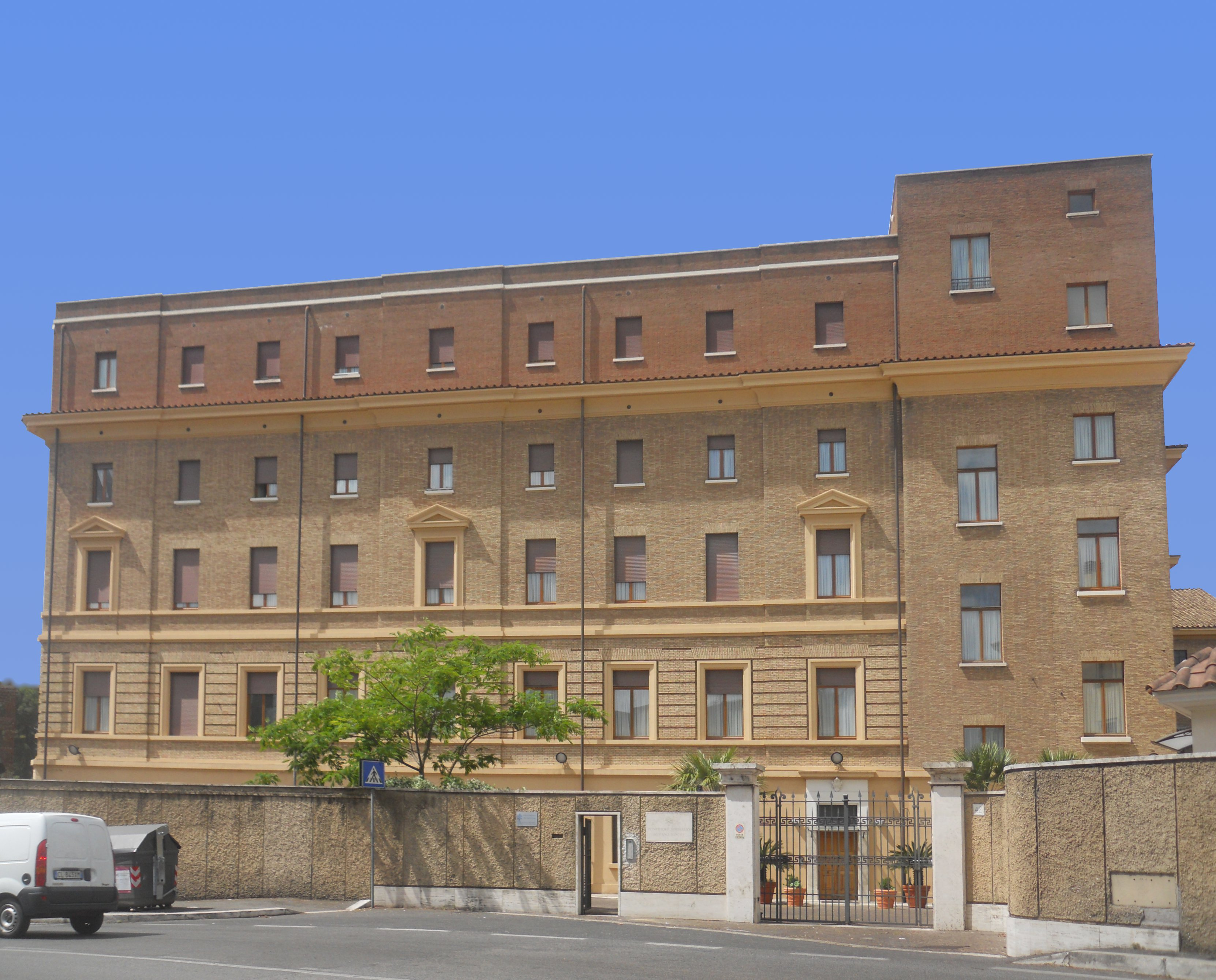
Pontifício Seminário Romano Menor.

O Collegio Cerasoli com quatro burses para os alunos da Diocese de Bérgamo doadas pelo cardeal Cerasoli, está ligado ao seminário. Os estudantes participam das cerimônias na igreja do Seminário Pio.
Gregório XV, Clemente IX, Inocêncio XIII, Clemente XII e João XXIII receberam parte de sua formação neste seminário.
Durante a Segunda Guerra Mundial, o Latrão e seus edifícios serviram de santuário para vários judeus e outros refugiados. Entre aqueles que encontraram abrigo lá estavam Alcide De Gasperi, Pietro Nenni, Giorgio Del Vecchio, e outros. As Filhas da Caridade de São Vicente de Paulo e sessenta refugiados órfãos de que elas cuidavam foram despejados de seu convento na Via Carlo Emanuele. As Irmãs de Maria Menina, que administravam a cozinha do Seminário Maior Romano ofereceram-lhes uma ala de seu convento. Os jardins também abrigaram soldados italianos. Os padres Vincenzo Fagiolo e Pietro Palazzini, vice-reitor do seminário, foram reconhecidos pelo Yad Vashem, por seus esforços na assistência aos judeus.
Em 28 de outubro de 1958, a eleição de Angelo Roncalli, um ex-aluno do Seminário Romano, como papa João XXIII foi uma fonte de alegria para a comunidade do seminário. João XXIII manifestou o seu apreço e apoio ao Seminário visitando-a em 27 de novembro de 1958, apenas um mês depois de sua eleição como papa.
Em 2013, havia setenta seminaristas matriculados. O curso é de seis anos. Os dois primeiros anos correspondem aos estudos de filosofia orientada para a auto-compreensão e discernimento, e para a compreensão de si mesmo e a vocação. No terceiro ano, o seminarista toma a decisão formal para tomar ordens. Nos outros três anos (leitorado, acolitato, diaconato) o papel do pastor é gradualmente enfatizado. Duas vezes por semana, os alunos participam de atividades pastorais em Roma, nas paróquias, nos hospitais, nas prisões e nos centros de assistência.

## Nossa Senhora da Confiança (Madonna della Fiducia)
A padroeira do Seminário Maior Romano é a Virgem Maria sob o título de Nossa Senhora da Confiança. O papa João Paulo II iniciou o costume de uma visita papal ao seminário no seu dia de festa, no último sábado antes da Quaresma.

## Atribuição
- O conteúdo deste artigo incorpora material da Enciclopédia Católica de 1913, que se encontra no domínio público.